# Hermanos Duffer
Matt y Ross Duffer (Durham, Carolina del Norte, 15 de febrero de 1984), también conocidos como los hermanos Duffer, son unos hermanos mellizos escritores y directores de cine y televisión estadounidenses, conocidos por crear la serie de ciencia ficción Stranger Things. También han escrito y dirigido el thriller Hidden  (2015), y escrito algunos episodios de la serie Wayward Pines.
Interesados por el cine desde jóvenes, los Duffer se mudaron de Carolina del Norte a California en 2007. Estudiaron cine en la Universidad de Chapman y comenzaron a trabajar en la industria del cine en 2011. Ganaron reconocimiento internacional cuando la primera temporada de Stranger Things fue lanzada por Netflix en 2016. Son hermanos gemelos fraternos (mellizos), no idénticos.

## Vida y carrera
Los hermanos Duffer se criaron en Durham, Carolina del Norte. Comenzaron a hacer películas en tercer grado, usando una cámara de vídeo Hi8, que fue un regalo de sus padres. Asistieron a la escuela Duke y luego se matricularon en la Escuela Secundaria Charles E. Jordan, una gran escuela pública de Durham. Se mudaron a Orange, California, para estudiar cine en la Chapman University's Dodge College of Film and Media Arts, de donde se graduaron en 2007. Después de escribir y dirigir varios cortometrajes, su guion para la película Hidden fue adquirido por Warner Bros. en 2011. Los hermanos dirigieron la película en 2012, la cual fue finalmente estrenada en 2015. El director M. Night Shyamalan leyó el guion y los contrató como escritores y productores de la serie de Fox Wayward Pines.

### Stranger Things
A partir de su experiencia en televisión, comenzaron a presentar su idea para Stranger Things. Cuando el productor Dan Cohen trajo a Shawn Levy la idea de la serie fue rápidamente aceptada por Netflix. El programa está ambientado en 1983 en Hawkins, un pueblo ficticio del estado estadounidense de Indiana y es un homenaje a la cultura popular de los años 80s, inspirado por las obras de Steven Spielberg, John Carpenter, Stephen King y George Lucas, entre otros autores y directores.
Se estrenó en 2016 con excelentes críticas, especialmente por su caracterización, ritmo, atmósfera, actuación, banda sonora, dirección y los homenajes a las películas y a la cultura occidental de los '80s. En el sitio web recopilatorio de críticas especializadas Rotten Tomatoes la serie tiene un porcentaje de aceptación de 95 sobre 100%, basado en 55 críticas, con un puntaje promedio de 8.1 sobre 10.
El 31 de agosto de 2016, Netflix renovó la serie para una segunda temporada de 9 episodios, que fueron lanzados el 27 de octubre de 2017.
El 4 de julio de 2019 se estrenó la tercera temporada con nueva tanda de 8 episodios.
El 27 de mayo de 2022 se estrenó la primera parte de cuarta temporada, que se divide en dos partes y segundo estreno de la cual se programó para el 1 de julio de ese mismo año. La primera parte consta de siete capítulos y la segunda de dos.
El primero de julio del 2022 se estrenó la segunda parte de la cuarta temporada. Esta nueva parte cuenta con dos capítulos largos, el primero de 85 minutos y el segundo con una duración de 150 minutos.
El 26 de noviembre del 2025 se estrena la primera parte de quinta y última temporada, se dividen en 3 partes, segundo y tercer estrenos, de la cual se programaron para el 25 de diciembre y el 31 de diciembre de ese mismo año. La primera consta de 4 capítulos, la segunda de 3 capítulos y la tercera de 1.

## Filmografía
| Año  | Título                   | Acreditado | Acreditado | Acreditado | Notas                           |
| Año  | Título                   | Dirigido   | Escrito    | Producido  | Notas                           |
| ---- | ------------------------ | ---------- | ---------- | ---------- | ------------------------------- |
| 2005 | We All Fall Down         | Sí         | Sí         | No         | Cortometraje Cortometraje debut |
| 2006 | The Big Toe              | No         | No         | No         | Cortometraje Editores           |
| 2007 | Eater                    | Sí         | Sí         | No         | Cortometraje Editores           |
| 2008 | Saturday Night at Norm's | No         | No         | Sí         | Cortometraje                    |
| 2008 | The Milkman              | No         | No         | Sí         | Cortometraje Actores            |
| 2009 | Abraham's Boys           | Sí         | Sí         | Sí         | Cortometraje Editores           |
| 2009 | Road to Moloch           | No         | Sí         | No         | Cortometraje                    |
| 2012 | Vessel                   | No         | Sí         | No         | Cortometraje                    |

| Año  | Título | Acreditado | Acreditado | Acreditado | Notas              |
| Año  | Título | Dirigido   | Escrito    | Producido  | Notas              |
| ---- | ------ | ---------- | ---------- | ---------- | ------------------ |
| 2015 | Hidden | Sí         | Sí         | No         | Largometraje debut |

| Título          | Emitida                 | Acreditado | Acreditado           | Acreditado | Acreditado | Notas                                                                                                |
| Título          | Emitida                 | Creada     | Producción ejecutiva | Escrita    | Dirigida   | Notas                                                                                                |
| --------------- | ----------------------- | ---------- | -------------------- | ---------- | ---------- | --- |
| Wayward Pines   | 2015-2016 (Fox)         | No         | Sí                   | Sí         | No         | Coproductores ejecutivos (2 episodios) Escritores (4 episodios)                                      |
| Stranger Things | 2016-presente (Netflix) | Sí         | Sí                   | Sí         | Sí         | Creadores y productores ejecutivos (17 episodios) Escritores (7 episodios) Directores (10 episodios) |